# کن کارپنتر (پرتاب‌گر دیسک)
کن کارپنتر (انگلیسی: Ken Carpenter؛ ۱۹ آوریل ۱۹۱۳ – ۱۵ مارس ۱۹۸۴) پرتاب‌گر دیسک اهل ایالات متحده آمریکا بود.
وی در مسابقات کشوری و بین‌المللی در مجموع برندهٔ ۱ مدال طلا شده‌است.